# Kathryn Tucker Windham
Kathryn Tucker Windham (Selma, 2 de junio de 1918 - Ibidem, 12 de junio de 2011) fue una narradora, autora, fotógrafa, folclorista y periodista estadounidense.

## Primeros años
Nació en Selma, Alabama, y creció en las cercanías de Thomasville. Windham consiguió su primer trabajo como escritora a la edad de 12 años, reseñando películas para el periódico local, The Thomasville Times. Obtuvo una licenciatura de Huntingdon College en 1939. Poco después de graduarse, se convirtió en la primera mujer periodista del Alabama Journal. A partir de 1944, trabajó para The Birmingham News. En 1956 comenzó a trabajar en Selma Times-Journal, donde ganó varios premios de Associated Press por sus escritos y fotografías.

## Carrera

### Historias de fantasmas
Kathryn Tucker Windham escribió una serie de libros de historias de fantasmas "verdaderas", basadas en el folclore local, comenzando con 13 Alabama Ghosts and Jeffrey (1969). Otros títulos fueron Jeffrey Introduces 13 More Southern Ghosts (1971), 13 Georgia Ghosts and Jeffrey (1973), 13 Mississippi Ghosts and Jeffrey (1974), 13 Tennessee Ghosts and Jeffrey (1976) y Jeffrey's Latest 13: More Alabama Ghosts (1982). ). En 2004, escribió las 13 historias de fantasmas favoritas de Jeffrey, que era una colección de historias destacadas de los libros anteriores.

### Jeffrey
Jeffrey es un supuesto fantasma que se instaló en la casa de Windham en octubre de 1966. Según una carta impresa en el prólogo de 13 Alabama Ghosts and Jeffrey, Windham se interesó en las historias de fantasmas después de que este fantasma comenzara a perseguir a su familia. Al principio, la familia escuchó pasos en habitaciones que luego se encontrarían vacías. A veces, los objetos se habían movido.
Una foto supuestamente de Jeffrey fue tomada accidentalmente cuando algunos jóvenes que visitaban la casa de Windham decidieron jugar con una tabla Ouija en un esfuerzo por contactar al fantasma. Cuando se revelaron las fotos de esa noche, se encontró una mancha oscura y sombría con una forma vagamente humana en una imagen. Poco después de que se tomara esta foto, Windham se puso en contacto con Margaret Gillis Figh, una destacada coleccionista de historias de fantasmas, para preguntarle por Jeffrey. De esa reunión se inspiró la idea de 13 Alabama Ghosts and Jeffrey.

### Cuentacuentos
A raíz de una invitación para hablar en el Festival Nacional de Narración de Cuentos en Jonesborough, Tennessee; Windham comenzó a llamar la atención por la narración de cuentos. A menudo aparecía en eventos de narración de cuentos, reuniones históricas y aulas. Sus historias sobre fantasmas y crecer y vivir en el sur de los Estados Unidos le han valido un lugar en All Things Considered de la National Public Radio, lo que atrajo su atención y elogios a nivel nacional. También interpretó historias y dio comentarios en el programa Alabama Life de Alabama Public Radio. Los comentarios de Windham fueron grabados por los productores de APR Samuel Hendren, Jason Norton y Brett Tannehill. Sus comentarios aún se transmiten el primer día de la semana de cada mes en el Sundial Writers Corner de la 89.3 WLRH Huntsville Public Radio.
Windham es el fundador del Alabama Tale Tellin' Festival, que se lleva a cabo anualmente en Selma desde 1978. Kathryn Tucker Windham apareció en el escenario en una obra de teatro de una sola mujer sobre Julia Tutwiler . Nombrado They Call Me Julia, se basó en el libro de Windham del mismo nombre.

## Vida personal
En 1946 se casó con Amasa Benjamin Windham con quien tuvo tres hijos. Falleció el 12 de junio de 2011, diez días después de cumplir 93 años. Fue amiga de Fred Nall, quien la introdujo sus obras en el mundo del arte en general.

## Obras seleccionadas
| - Recetas atesoradas de Alabama, Strode Publishers (1964) - 13 Fantasmas de Alabama y Jeffrey, Strode Publishers (1969), ISBN 978-0-8173-0376-1 - Explorando Alabama, Strode Publishers (1970) - Jeffrey presenta 13 más fantasmas del sur, Strode Publishers (1971),ISBN 978-0-8173-0381-5 - Recetas atesoradas de Tennessee, Strode Publishers (1972) - Recetas atesoradas de Georgia, Strode Publishers (1973) - 13 Fantasmas de Georgia y Jeffrey, Strode Publishers (1973), ISBN 978-0-8173-0377-8 - 13 Fantasmas de Mississippi y Jeffrey, Strode Publishers (1974), ISBN 978-0-8173-0379-2 - Cocina sureña para recordar, Strode Publishers (1974),ISBN 978-0-87397-098-3 - Alabama: un gran porche delantero, Strode Publishers (1975), ISBN 978-0-87397-089-1 - 13 Fantasmas de Tennessee y Jeffrey, Strode Publishers (1976), ISBN 978-0-87397-108-9 | - El fantasma en los hornos Sloss, Sociedad histórica de Birmingham y AmSouth Bank (1978) - ¡Cuenta esos buitres! ¡Sella esas mulas grises!: Supersticiones recordadas de una infancia sureña , Strode Publishers (1979), ISBN 978-0-87397-149-2 - Jeffrey's Latest 13: More Alabama Ghosts, Strode Publishers (1982), ISBN 978-0-87397-232-1 - Leyendas terribles en América, Seibido (1986), ISBN 978-4-7919-0037-4 - Una serigamia de historias, University Press of Mississippi (1988), ISBN 978-0-87805-354-4 - Editor de huevos extraños, University Press of Mississippi (1990), ISBN 978-0-585-18010-6 - La autobiografía de una campana, Hogar de niños metodistas unidos (1991) - Mi nombre es Julia, Prensa de la biblioteca pública de Birmingham (1991), ISBN 978-0-942301-18-2 - Una muestra de las historias de Selma, Selma Printing Service (1991) - Dos veces bendecido, Black Belt Press (1996), ISBN 978-1-881320-47-0 | - Encuentros, Black Belt Press (1997), ISBN 978-1-881320-94-4 - El arbusto de la corona nupcial, Black Belt Press (1999), ISBN 978-1-880216-92-7 - Lecciones de piano y otros recuerdos, Major Tiara Press (2000) - ¡Es Navidad!, Editores de la ciudad del río (2002), ISBN 978-1-57966-031-4 - Temas comunes : Fotografías e Historias del Sur CKM Press (2004), ISBN 978-0-9636713-1-8 - Las 13 historias de fantasmas favoritas de Jeffrey, New South Books (2004), ISBN 978-1-58838-170-5 - El regalo de Ernest, Junebug Books (2004), ISBN 978-1-58838-149-1 - Dos veces bendecido, River City Publishers (2007), ISBN 978-1-57966-080-2 - Spit, Scarey Ann y Sweat Bees: una cosa lleva a otra, NewSouth Books (2009), ISBN 978-1-58838-240-5 - Ella: La anciana que se hizo cargo de mi vida, NewSouth Books (2011), ISBN 978-1-58838-278-8 |

## Premios y honores
- En 1990, Windham recibió el Premio de Artes de Alabama de la Sociedad de Bellas Artes de la Universidad de Alabama.[11]
- El 14 de diciembre de 1993 recibió el título de Doctora Honoris Causa en Letras de la Universidad de Montevallo.
- En 1995, Windham fue honrado como el Ciudadano del Año del Club Rotario de Selma.[12]
- En 1995, recibió los Premios de las Artes del Gobernador del Consejo Estatal de las Artes de Alabama.[13]
- En 1996, recibió el premio Circle of Excellence Award y Lifetime Achievement Award de la National Storytelling Association.[14]
- En 2000, fue seleccionada como una de los trece artistas para representar a Alabama como parte de "Artistas de Alabama 2000".[15]
- En 2000, recibió el Premio de Humanidades de Alabama.[16]
- El 4 de octubre de 2001, Windham fue incluido en el Salón de la Fama de la Facultad de Comunicaciones de la Universidad de Alabama.[4]
- El 18 de agosto de 2003 fue exaltada a la Academia de Honor de Alabama, habiendo sido nominada por la novelista Harper Lee, también de ese estado.[3][17]
- En 2008, Windham fue nombrado Ciudadana del Año de la ABA por la Asociación de Locutores de Alabama.[18]
- En 2009, recibió el premio Alabama Living Legacy Award del Alabama State Council on the Arts.[19]

## Legado
- La película documental de 2004, Kathryn: The Story of a Teller, dirigida por Norton Dill, narra la vida y las diversas carreras de Windham.[20]
- El campus de Thomasville del Coastal Alabama Community College es el sitio del Museo Kathryn Tucker Windham.[21] Sus documentos y manuscritos personales de 1939 a 2010 fueron donados al departamento de colecciones especiales de las Bibliotecas de la Universidad de Auburn.[22]